# La canción de Aixa
La canción de Aixa es una coproducción hispano-alemana de drama musical estrenada el 8 de abril de 1939, coescrita y dirigida por Florián Rey y protagonizada en el papel estelar por Imperio Argentina. En Alemania se tituló Hinter Haremsgittern.
La película está basada en la novela homónima escrita por Manuel de Góngora.

## Sinopsis
Abslam, hijo del caíd Amar y Hamed son dos primos con vidas e ideas diferentes que ponen fin a las rencillas que durante años han enfrentado a sus familias musulmanas. Hamed presenta a su primo a la bailarina mestiza (de madre mora y padre español) Aixa. Abslam se enamora de ella, desatendiendo sus obligaciones de gobierno y le propone matrimonio pero Aixa está enamorada de Hamed y éste, por razones políticas debe casarse con la hermana de Abslam, Zohira. El enfrentamiento entre los primos está servido.

## Reparto
- Imperio Argentina como Aixa
- Pedro Barreto como José
- Pedro Fernández Cuenca como Ben Darir
- Anselmo Fernández como Ali
- Pablo Hidalgo como	Maestro
- Manuel Luna como Abslam
- Ricardo Merino como Hamed
- Mari Paz Molinero como Zohira
- Nicolás D. Perchicot como Amar
- José Prada como Larbi
- Rafaela Satorrés como Zaida